# Lepilemuri
Lepilemuri (Lepilemur) su rod primata koji se vode kao zasebna porodica, Lepilemuridae. Porodica ima sedam vrsta, a najbliži srodnik joj je bio izumrli divovski lemur Megaladapis.

## Rasprostranjenost
I ova porodica Strepsirrhini majmuna, kao i sve porodice iz skupine Lemuriformes žive isključivo na Madagaskaru. Jedina je djelomična iznimka porodica lemura koja, osim na Madagaskaru, živi
i na obližnjim komorskim otocima.

## Opis
Lepilemuri su srednje veliki Strepsirrhini. Krzno im je s gornje strane tijela sivo-smeđe ili crvenkasto, dok im je donja strana bjelkasto žuta. Tipični su im kratka glava i velike, okrugle uške. Tijelo im je dugo 30 do 35 cm na koje se nadovezuje otprilike jednako dugi rep, a dosižu težinu do 900 grama. 

## Način života
Ova su porodica isključivo noćne životinje. Žive pretežno na drveću po kojem se kreću dugim skokovima svojih snažnih stražnjih nogu. Na tlu se kreću skačući slično klokanima. Tijekom dana se povlače u guste krošnje ili duplje u stablima. Lepilemuri su samotnjaci i odlučno brane svoj teritorij od istospolnih članova svoje vrste. Ali teritoriji mužjaka i ženki se djelomično preklapaju.

## Ishrana
Lepilemuri su uglavnom biljožderi, a hrana im se sastoji pretežno od lišća. Kako ne mogu probaviti celulozu, u probavnom traktu su im prisutne odgovarajuće bakterije. One su naseljene u jako povećanom debelom crijevu. Slično kao dvojezupci, i lepilemuri ponovo jedu svoj izmet radi što boljeg iskorištavanja sastavnih dijelova hrane.

## Razmnožavanje
Između rujna i prosinca, nakon skotnosti od 120 do 150 dana, ženka koti samo jedno mladunče koje obično podiže u gnijezdu u duplji nekog stabla. Sisanje traje četiri mjeseca, no mladunče ostaje uz majku do godine dana. Spolnu zrelost dosiže u dobi od oko jedne i pol godine. Očekivani životni vijek lepilemura je osam godina.

## Ugroženost
Kao i svi drugi madagaskarski Strepsirrhini i lepilemuri su najviše ugroženi krčenjem šuma, a u manjoj mjeri i lovom. Ukupno su manje ugroženi od drugih primata. Na listi IUCN-a je pet vrsta uvršteno na popis slabo ugroženih, dok se dvije vode kao ugrožene. 

## Sistematika
Lepilemuri su jedini predstavnici porodice Lepilemuridae. Ponekad ih se zajedno s izumrlom vrstom divovskih lemura (Megaladapis) svrstava u zajedničku porodicu, Megaladapidae. Ovaj rod obuhvaća jedanaest vrsta, od kojih su najraširenije: 
- Lepilemur mustelinus (Lasičji lemur) žive na sjevernom dijelu Madagaskara.
- Lepilemur dorsalis nastanjuju krajnji sjeverozapad Madagaskara. Smatraju se ugroženim.
- Lepilemur edwardsi žive na zapadnom Madagaskaru.
- Lepilemur leucopus žive na sušnijim područjima od drugih. Nastanjuju južni dio otoka.
- Lepilemur microdon žive na jugoistoku Madagaskara.
- Lepilemur ruficaudatus je najmanja vrsta ovog roda i živi na jugozapadu Madagaskara.
- Lepilemur septentrionalis nastanjuje samo sjeverni vrh Madagaskara. Smatra se ugroženom vrstom.